# Apardi
Els apardi (plural apardis) foren un tuman (deu mil guerrers) mongol turquitzat de Transoxiana, que apareix al segle xiv.
No consten com a tribu al segle xiii per lo que se suposa que derivarien d'un regiment liderat per un cap individual, en aquest cas per un cap de nom Apardi, que seria el pare del primer cap conegut, Oljeitu Apardi. Se sap que al menys una part dels apardis (els de Sheburghan) eren originàriament de la tribu mongola dels naiman. Eren molt propers als seus veíns karaunes. Foren el principal suport de Qazaghan i del seu net Amir Husayn.
Els seus asentaments principals estaven dividits en dos parts: una era Shaburghan i Ankhud i l'altra l'Arhanq i sud de Khuttal (aquesta era la branca original o major), i cada secció tenia el seu corresponent amir líder: A Sheburghan era Muhammad Khwaja (khoja) Apardi fins al 1359 o 1360 i després de morir el va succeir el seu fill Zinda (o Zinde) Hasham (Kasham) Apardi; a l'Arhanq i Khuttal era Oljaitu Apardi que es esmentat fins al 1374 i va morir en aquesta data o poc després sent succeit per Khoja Yusuf Apardi. Les dues branques eren generalment amigues i aliades; al Khuttalan compartien el territori amb els Khuttalani també en bons termes.
Zinda Hasham va obtenir de Tamerlà com esposa a una de les esposes d'Amir Husayn, l'abnegada Dilshad Agha; tot i així es va revoltar contra Tamerlà el 1370 per dues vegades i finalment el 1371 fou privat del seu domini de Sherburghan que Tamerlà va concedir a Buyan Timur, amir fill d'Ak Bugha, que era d'origen tribal naiman i fidel personal de Tamerlà. Posteriorment els Apardis van participar en algunes campanyes de Tamerlà però ja no és possible distingir a quina branca pertanyien. Khoja Yusuf Apardi va casar una filla seva, Beg Malik, amb el príncep Umar Shaikh; l'amir va morir el 1388 i el va succeir probablement el seu fill (o germà) Khoja Ali, que va viure fins al 1407, però no se l'esmenta en la lluita de successió de Tamerlà.